# Мілагрос Секера
Мілагрос Секера (ісп. Milagros Sequera; нар. 30 вересня 1980) — колишня венесуельська тенісистка.
Найвищу одиночну позицію світового рейтингу — 48 місце досягла 9 липня 2007, парну — 29 місце — 31 січня 2005 року.
Здобула 1 одиночний та 3 парні титули туру ITF WTA ATP.
Найвищим досягненням на турнірах Великого шолома було 4 коло в парному розряді.
Завершила кар'єру 2009 року.

## Фінали турнірів WTA

### Одиночний розряд: 2 (1–1)
| Легенда            |
| ------------------ |
| Великий Шлем (0–0) |
| Tier I (0–0)       |
| Tier II (0–0)      |
| Tier III (1–1)     |
| Tier IV & V (0–0)  |

| Результат | Ранг | Дата     | Турнір                         | Покриття  | Суперниця         | Рахунок   |
| --------- | ---- | -------- | ------------------------------ | --------- | ----------------- | --------- |
| Поразка   | 1.   | Лис 2003 | Tournoi de Québec, Канада      | Килим (i) | Марія Шарапова    | 2–6, ret. |
| Перемога  | 1.   | Тра 2007 | Гран-прі принцеси Лалли Мер'єм | Ґрунт     | Александра Возняк | 6–1, 6–3  |

### Парний розряд: 4 (3–1)
| Результат | Ранг | Дата         | Турнір                                         | Покриття | Партнерка  | Суперниці                          | Рахунок            |
| --------- | ---- | ------------ | ---------------------------------------------- | -------- | ---------- | ---------------------------------- | ------------------ |
| Перемога  | 1.   | Бер 2004     | Abierto Mexicano TELCEL, Мексика               | Ґрунт    | Ліза Макші | Ольга Благотова Габріела Хмелінова | 2–6, 7–6(7–5), 6–4 |
| Перемога  | 2.   | Тра 2004     | Internationaux de Strasbourg, Франція          | Ґрунт    | Ліза Макші | Тіна Кріжан Катарина Среботнік     | 6–4, 6–1           |
| Поразка   | 1.   | червень 2004 | Birmingham Classic, Англія                     | Трава    | Ліза Макші | Марія Кириленко Марія Шарапова     | 2–6, 1–6           |
| Перемога  | 3.   | червень 2004 | Rosmalen Grass Court Championships, Нідерланди | Трава    | Ліза Макші | Єлена Костанич-Тошич Клодін Шоль   | 7–6(7–3), 6–3      |

## Фінали ITF
| турніри $100,000 |
| турніри $75,000  |
| турніри $50,000  |
| турніри $25,000  |
| турніри $10,000  |

### Одиночний розряд: 17 (11–6)
| Результат | Ранг | Дата             | Турнір                                      | Покриття   | Суперниця                  | Рахунок       |
| --------- | ---- | ---------------- | ------------------------------------------- | ---------- | -------------------------- | ------------- |
| Перемога  | 1.   | 3 листопада 1996 | ITF Тамауліпас, Мексика                     | Тверде     | Аурора Джима               | 4–6, 6–3, 6–4 |
| Перемога  | 2.   | 9 листопада 1997 | ITF Санто-Домінго, Домініканська Республіка | Ґрунт      | Аліенор Трісеррі           | 6–2, 4–6, 6–0 |
| Поразка   | 1.   | 17 травня 1999   | ITF Джексон, США                            | Ґрунт      | Даніела Гантухова          | 1–6, 2–6      |
| Перемога  | 3.   | 27 червня 1999   | ITF Істон, США                              | Тверде     | Марікріс Ґенц              | 7–5, 6–2      |
| Перемога  | 4.   | 4 липня 1999     | ITF Монреаль, Канада                        | Тверде     | Крістіна Тріска            | 7–6, 7–6      |
| Перемога  | 5.   | 23 квітня 2000   | ITF Сан-Луїс-Потосі, Мексика                | Ґрунт      | Каталіна Кастаньйо         | 6–4, 3–6, 7–5 |
| Поразка   | 2.   | 23 жовтня 2000   | ITF Даллас, США                             | Тверде     | Дженніфер Гопкінс          | 2–6, 1–6      |
| Перемога  | 6.   | 28 жовтня 2001   | ITF Даллас, США                             | Тверде     | Ірина Селютіна             | 5–7, 6–2, 6–0 |
| Поразка   | 3.   | 4 листопада 2001 | ITF Гейвард, США                            | Тверде     | Селютіна Ірина Геннадіївна | 5–7, 4–6      |
| Перемога  | 7.   | 28 квітня 2002   | Dothan Pro Classic, США                     | Ґрунт      | Лізель Губер               | 7–6, 4–6, 6–1 |
| Поразка   | 4.   | 22 квітня 2003   | Dothan Pro Classic, США                     | Ґрунт      | Морігамі Акіко             | 3–6, 4–6      |
| Поразка   | 5.   | 22 вересня 2003  | ITF Альбукерке, США                         | Тверде     | Крістіна Бранді            | 2–6, 2–6      |
| Перемога  | 8.   | 24 квітня 2005   | Dothan Pro Classic, США                     | Ґрунт      | Варвара Лепченко           | 2–6, 6–2, 6–4 |
| Перемога  | 9.   | 27 лютого 2006   | ITF Сент-Пол, США                           | Тверде (i) | Клодін Шоль                | 6–1, 6–2      |
| Поразка   | 6.   | 25 квітня 2006   | ITF Лафаєтт, США                            | Ґрунт      | Юліана Федак               | 7–5, 2–6, 4–6 |
| Перемога  | 10.  | 8 жовтня 2006    | ITF Трой, США                               | Тверде     | Аша Ролле                  | 7–5, 6–0      |
| Перемога  | 11.  | 7 липня 2008     | ITF Аллентаун, США                          | Тверде     | Аманда Фінк                | 6–2, 6–0      |

### Парний розряд: 27 (18–9)
| Результат | Ранг | Дата              | Турнір                                      | Покриття | Партнерка         | Суперниці                              | Рахунок             |
| --------- | ---- | ----------------- | ------------------------------------------- | -------- | ----------------- | -------------------------------------- | ------------------- |
| Поразка   | 1.   | 16 червня 1997    | ITF Клостерс, Швейцарія                     | Ґрунт    | Елена Хурісіч     | Кім Кілсдонк Йоланда Менс              | 7–6(8), 4–6, 2–6    |
| Перемога  | 2.   | 18 серпня 1997    | ITF Margarita, Венесуела                    | Ґрунт    | Елена Хурісіч     | Маріана Лопес Паласіос Хорхеліна Торті | 7–6(4), 7–5         |
| Поразка   | 3.   | 9 листопада 1997  | ITF Santo Domingo, Домініканська Республіка | Ґрунт    | Жаклін Розен      | Еріка Адамс Ребекка Єнсен              | 3–6, 3–6            |
| Перемога  | 4.   | 30 серпня 1999    | ITF Керетаро, Мексика                       | Ґрунт    | Габріела Волекова | Жоана Кортез Карла Тіене               | 4–6, 6–3, 6–4       |
| Перемога  | 5.   | 1 травня 2000     | ITF Коацакоалькос, Мексика                  | Тверде   | Габріела Волекова | Жоана Кортез Міріам Д'Агостіні         | 4–6, 6–3, 7–5       |
| Поразка   | 6.   | 5 червня 2000     | ITF Гілтон-Гед, США                         | Тверде   | Габріела Волекова | Венді Фікс Маніша Малхотра             | 4–6, 6–7(3)         |
| Поразка   | 7.   | 30 жовтня 2000    | ITF Гейвард, США                            | Тверде   | Келлі Лігган      | Нана Міяґі Нірупама Санджив            | 2–4, 2–4            |
| Перемога  | 8.   | 2 квітня 2001     | ITF Хуарес, Мексика                         | Ґрунт    | Алісія Ортуньйо   | Еріка Краут Ванеса Краут               | 6–4, 2–6, 6–2       |
| Поразка   | 9.   | 5 серпня 2001     | ITF Лексінгтон, США                         | Тверде   | Джулія Дітті      | Ліза Макші Нана Міяґі                  | 2–6, 1–6            |
| Поразка   | 10.  | 6 квітня 2002     | ITF Джексон, США                            | Ґрунт    | Хісела Дулко      | Ліза Макші Крістіна Вілер              | 2–6, 4–6            |
| Перемога  | 11.  | 13 травня 2002    | ITF Щецин, Польща                           | Ґрунт    | Ванесса Вебб      | Ольга Виметалкова Габріела Хмелінова   | 6–7(5), 7–5, 6–3    |
| Перемога  | 12.  | 24 вересня 2002   | ITF Альбукерке, США                         | Тверде   | Франческа Любіані | Тетяна Перебийніс Крістіна Вілер       | 1–6, 7–5, 7–5       |
| Перемога  | 13.  | 13 жовтня 2002    | ITF Галландейл-Біч, США                     | Тверде   | Хісела Дулко      | Петра Цетковська Барбора Стрицова      | 6–2, 7–5            |
| Поразка   | 14.  | 15 жовтня 2002    | ITF Седона, США                             | Тверде   | Крістіна Вілер    | Дженніфер Расселл Машона Вашінгтон     | 6–7(3), 5–7         |
| Поразка   | 15.  | 10 листопада 2002 | ITF Піттсбург, США                          | Тверде   | Нана Міяґі        | Емі Фрейзер Дженніфер Расселл          | 4–6, 2–6            |
| Перемога  | 16.  | 17 листопада 2002 | ITF Юджин, США                              | Тверде   | Міягі Нана        | Євгенія Куликовська Олена Татаркова    | 3–6, 6–2, 6–4       |
| Перемога  | 17.  | 22 квітня 2003    | Dothan Pro Classic, США                     | Ґрунт    | Крістіна Вілер    | Джулія Дітті Варвара Лепченко          | 5–7, 6–1, 6–2       |
| Перемога  | 18.  | 28 вересня 2003   | ITF Альбукерке, США                         | Тверде   | Саманта Рівз      | Аманда Огастус Мелані Маруа            | 6–3, 6–2            |
| Перемога  | 19.  | 25 квітня 2004    | Dothan Pro Classic, США                     | Ґрунт    | Ліза Макші        | Пен Шуай Сє Яньцзе                     | 6–7(6), 6–4, 6–2    |
| Поразка   | 20.  | 12 квітня 2005    | ITF Джексон, США                            | Ґрунт    | Аша Ролле         | Анастасія Родіонова Крістен Шлукебір   | 1–6, 6–3, 2–6       |
| Перемога  | 21.  | 26 вересня 2005   | ITF Альбукерке, США                         | Тверде   | Джулія Дітті      | Романа Теджакусума Напапорн Тонгсалі   | 6–3, 6–7(6), 7–6(2) |
| Перемога  | 22.  | 9 жовтня 2005     | ITF Трой, США                               | Тверде   | Джулія Дітті      | Саломе Девідзе Менді Мінелла           | 6–2, 6–2            |
| Перемога  | 23.  | 12 лютого 2006    | ITF Мідленд, США                            | Тверде   | Мейлен Ту         | Марія Хосе Архері Летісія Собрал       | 4–6, 7–5, 6–4       |
| Перемога  | 24.  | 24 лютого 2006    | ITF Сент-Пол, США                           | Тверде   | Джулія Дітті      | Ева Грдінова Міхаела Паштікова         | 4–6, 7–6(5), 6–2    |
| Перемога  | 25.  | 25 квітня 2006    | ITF Лафаєтт, США                            | Ґрунт    | Гана Шромова      | Юліана Федак Ева Грдінова              | 2–6, 6–1, 6–1       |
| Перемога  | 26.  | 24 вересня 2006   | ITF Альбукерке, США                         | Тверде   | Джулія Дітті      | Крістіна Фусано Алік Цубанос           | 6–1, 6–4            |
| Перемога  | 27.  | 1 жовтня 2006     | ITF Ешленд, США                             | Тверде   | Джулія Дітті      | Ешлі Гарклроуд Агнеш Савай             | 6–3, 5–7, 6–2       |